# Comarca Capitalina
Die Comarca Capitalina ist eine der 15 Comarcas in der Provinz Santa Cruz de Tenerife.
Die im Osten der Insel La Palma gelegene Comarca umfasst vier Gemeinden auf einer Fläche von 159,57 km².

## Gemeinden
| Gemeinde               | Einwohner (2024) | Fläche km² | Dichte Einw./km² | Cod INE | Postleitzahl        |
| ---------------------- | ---------------- | ---------- | ---------------- | ------- | ------------------- |
| Breña Alta             | 7.428            | 30,82      | 241              | 38008   | 38710               |
| Breña Baja             | 6.112            | 14,20      | 430              | 38009   | 38711, 38712        |
| Santa Cruz de La Palma | 15.565           | 43,38      | 359              | 38037   | 38700               |
| Villa de Mazo          | 5.070            | 71,17      | 71               | 38053   | 38730, 38738, 38739 |
| Comarca Capitalina     |                  | 159,57     | 0                | –       | –                   |

## Nachweise
1. ↑  Instituto Nacional de Estadística Municipal Register of Spain
2. ↑  Regionen und Großregionen der Kanarischen Inseln, territoriale Abgrenzungen für statistische Zwecke